# 3. Flak-Division
Die 3. Flak-Division war ein Großverband der Bodentruppen der deutschen Luftwaffe im Zweiten Weltkrieg. Zuständig war die Division für die Abwehr von einfliegenden gegnerischen Flugzeugen mittels Flugabwehrgeschützen im Großraum Hamburg.

## Vorgeschichte

### Luftverteidigungskommando Hamburg
Am 1. Juli 1938 wurde das Luftverteidigungskommando Hamburg aufgestellt.

### Luftverteidigungskommando 3
Mit der Bildung des Luftgaukommando XI (Hannover) Ende 1938 wurde aus dem Luftverteidigungskommando Hamburg das Luftverteidigungskommando 3 in Hamburg gebildet und dem Luftgaukommando XI unterstellt. Hauptaufgabe des Luftverteidigungskommando 3 war die Luftraumsicherung des Großraumes Hamburg und des nordwestlichen Küstengebietes. Davon ausgenommen waren jene Küstengebiete, die ausschließlich den Flakeinheiten der deutschen Kriegsmarine zugewiesen waren. 
1939 folgte bis 1940 die Unterstellung unter die Luftflotte 2.
Abgesehen von den Flak-Regimentern und Batterien wurde frühzeitig die Luftverteidigungs-Nachrichtenabteilung 3, die am 26. August 1939 offiziell zur Luftnachrichten-Abteilung 3 (H) mit einer Funk- und einer Fernsprechkompanie wurde, unterstellt. Als diese im Winter 1942/43 als neue Luftnachrichten-Abteilung 129 der 9. Flak-Division verlegt wurde, trat die Luftnachrichten-Abteilung 123 an deren Stelle.

## 3. Flak-Division
Am 1. September 1941 wurde aus dem Luftverteidigungskommando 3 die 3. Flak-Division.
Im April 1945 erfolgte die direkte Unterstellung unter das VI. Flakkorps.
Mit der kampflosen Übergabe Hamburgs an die englischen Truppen ging die Division in britische Kriegsgefangenschaft.

## Gliederung 1944
- Flak-Regiment 16 (ab 1943 auch als Flakgruppe Hamburg-Süd bezeichnet)[3]
- Flak-Regiment 51 (ab 1943 auch als Flakgruppe Hamburg-Nord bezeichnet)[3]
- Flak-Regiment 60 (ab 1943 auch als Flakgruppe Hamburg-Ost bezeichnet)
- Flak-Regiment 66
- Flak-Scheinwerfer-Regiment 161

## Kommandeure
- Generalmajor/Generalleutnant Ottfried Sattler: von der Aufstellung bis 15. Januar 1940
- Generalmajor Wolfgang Rüter: 15. Januar 1940 bis 1. März 1940
- unbekannt: 1. März 1940 bis 1. September 1940
- Generalleutnant Theodor Spieß: 1. September 1941 bis 1. Juli 1942
- Oberst/Generalmajor Walter von Hippel: 1. Juli 1942 bis 1. Mai 1944
- Oberst/Generalmajor Alwin Wolz: 1. Mai 1944 bis 2. April 1945
- Generalmajor/Generalleutnant Otto Stange: 2. April 1945 bis zur Auflösung

## Bekannte Personen
- Karl-Heinz Barthel: Flugzeugfeinmechaniker wegen Wehrkraftzersetzung durch das Feldgericht des Kommandeurs der 3. Flak-Division 1939 erst zu Zuchthaus verurteilt, später hingerichtet
- Ascan Klée Gobert: als Hauptmann beim Luftverteidigungskommando
- Otto Wilhelm von Renz: im September 1938 kurzzeitig mit der Führung des Luftverteidigungskommandos betraut